# Alberto Rojas
Alberto Rojas (ur. 5 stycznia 1965 w El Zapote de la Labor) – meksykański biskup rzymskokatolicki pracujący w Stanach Zjednoczonych, biskup koadiutor diecezji San Bernardino w latach 2019–2020, biskup diecezjalny San Bernardino od 2020.

## Życiorys
Święcenia kapłańskie otrzymał 24 maja 1997 i został inkardynowany do archidiecezji Chicago. Pracował głównie jako duszpasterz parafialny, a w latach 2002-2010 był pracownikiem przy archidiecezjalnym seminarium.
13 czerwca 2011 papież Benedykt XVI mianował go biskupem pomocniczym archidiecezji Chicago i biskupem tytularnym Marazanae. Sakry biskupiej udzielił mu 10 sierpnia 2011 kard. Francis George. W archidiecezji odpowiadał za Wikariaty III i I oraz za duszpasterstwo wiernych hiszpańskojęzycznych.
2 grudnia 2019 papież Franciszek mianował go biskupem koadiutorem diecezji San Bernardino w metropolii Los Angeles. 
28 grudnia 2020, po przyjęciu przez papieża rezygnacji biskupa Geralda Barnes’a, objął urząd biskupa San Bernardino.